# Cantó de Vauvillers
El cantó de Vauvillers és un cantó francès del departament de l'Alt Saona, situat al districte de Lure. Té 23 municipis i el cap és Vauvillers.

## Municipis
- Alaincourt
- Ambiévillers
- Anjeux
- Bassigney
- Betoncourt-Saint-Pancras
- Bouligney
- Bourguignon-lès-Conflans
- Cubry-lès-Faverney
- Cuve
- Dampierre-lès-Conflans
- Dampvalley-Saint-Pancras
- Fontenois-la-Ville
- Girefontaine
- Hurecourt
- Jasney
- Mailleroncourt-Saint-Pancras
- Melincourt
- Montdoré
- La Pisseure
- Plainemont
- Pont-du-Bois
- Selles
- Vauvillers

## Història
| Data d'elecció                           | Identitat        | Partit                                                | Qualitat |
| ---------------------------------------- | ---------------- | ----------------------------------------------------- | -------- |
| 1945-19..                                | M. Grandhaye     | radical                                               |          |
| 19..-1976                                | André Giberton   | radical, després MRG                                  |          |
| 1976-2001                                | Jean Reyboz      | Divers droite, després UDF-CDS, després divers droite |          |
| 2001-                                    | Frédéric Laurent | RPR, després UMP                                      |          |
| les dades anteriors no són pas conegudes |                  |                                                       |          |
|                                          |                  |                                                       |          |

## Demografia
| A partir de 1990: Població sense dobles comptes |